# Triplemanía XXXIII
Triplemanía XXXIII foi um evento e supercard de luta livre profissional produzido pela promoção mexicana Lucha Libre AAA Worldwide (AAA). O show aconteceu em 16 de agosto de 2025, na Arena CDMX, na Cidade do México. Este foi o 33º evento principal da série Triplemanía, o 47º show geral realizado sob a bandeira Triplemanía, e a primeira Triplemanía a ser realizada sob a propriedade da WWE sobre a AAA. Além disso, lutadores das divisões de marca Raw, SmackDown e NXT da WWE também participaram. O evento foi transmitido ao vivo no canal da WWE no YouTube, com narração em inglês e espanhol.
Seis lutas foram disputadas no evento. No evento principal, El Hijo del Vikingo derrotou Dominik Mysterio, Dragon Lee e El Grande Americano em uma luta four-way para manter o Mega Campeonato da AAA. Em outras lutas de destaque, Pagano e Psycho Clown derrotaram Los Garza (Berto e Angel) em uma Street Fight para conquistar o Campeonato Mundial de Duplas da AAA. Na luta de abertura, Omos venceu a Copa Bardahl.

## Produção

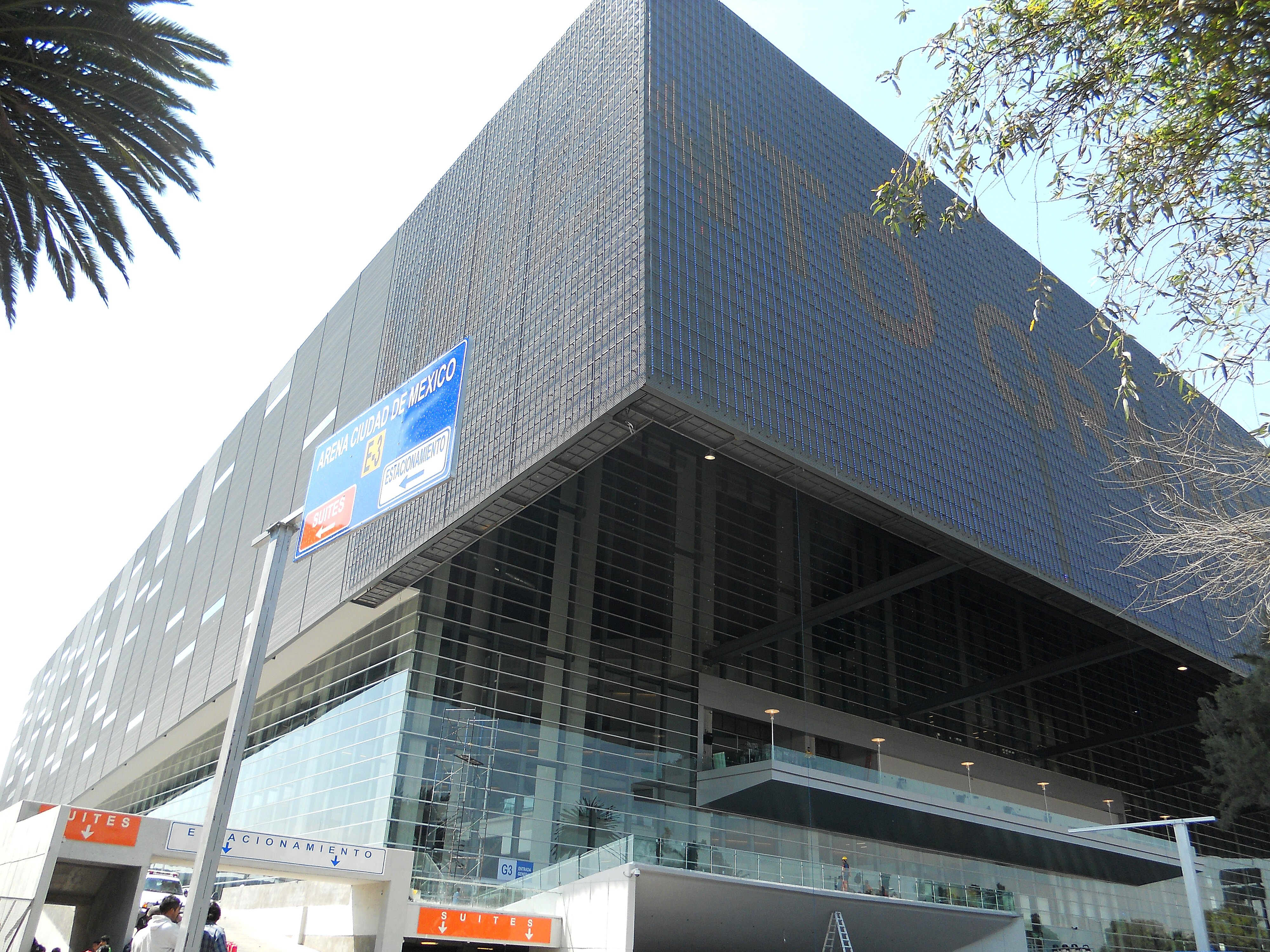
Esta edição da Triplemanía aconteceu na Arena CDMX, na Cidade do México, México.

### Introdução
| Papel:                    | Nome:                    |
| ------------------------- | ------------------------ |
| Comentaristas em inglês   | Corey Graves             |
| Comentaristas em inglês   | John "Bradshaw" Layfield |
| Comentaristas em inglês   | Konnan                   |
| Comentaristas em espanhol | Marcelo Rodríguez        |
| Comentaristas em espanhol | José Manuel Guillén      |
| Comentaristas em espanhol | Roberto Figueroa         |
| Anunciador de ringue      | Jesús Zúñiga             |
| Entrevistadores           | Vero Rodríguez           |
| Entrevistadores           | Chuey Martinez           |

2025 marcou o 33º ano em que a empresa mexicana de luta livre profissional Lucha Libre AAA Worldwide (Triple A ou AAA) realizou seu principal evento anual, a Triplemanía. A Triplemanía é o maior show do ano da companhia, sendo o equivalente da AAA à WrestleMania da WWE ou ao Wrestle Kingdom da New Japan Pro-Wrestling. A Triplemanía XXXIII foi o 47º evento sob a bandeira Triplemanía promovido pela AAA (a AAA realizou múltiplos eventos Triplemanía durante os verões de 1994 a 1997). Desde o evento de 2012, a Triplemanía acontece na Arena Ciudad de México (Arena CDMX), uma arena coberta localizada em Azcapotzalco, na Cidade do México, com capacidade máxima de 22.300 espectadores. Em 11 de fevereiro de 2025, a AAA anunciou que a Triplemanía XXXIII seria realizada em 16 de agosto de 2025. Este também foi o primeiro evento da Triplemanía após o acordo de aquisição da AAA pela WWE, como parte de uma joint venture com a empresa mexicana de esportes e entretenimento Fillip, fechado em 1º de agosto de 2025.
Em 26 de julho, o diretor de conteúdo da WWE, Paul "Triple H" Levesque, anunciou que o evento seria transmitido pelo YouTube.

### Rivalidades
Triplemanía XXXIII contou com vários combates de luta livre profissional, envolvendo diferentes lutadores que participaram de rivalidades, enredos e histórias pré-existentes e roteirizadas. Os lutadores interpretaram tanto heels (conhecidos como rudos no México, que representam os "vilões") quanto faces (técnicos no México, os personagens "heróis"), enquanto se envolveram em uma série de eventos que criaram tensão e culminaram em uma luta ou série de lutas. Os resultados também foram previamente determinados pelos roteiristas da WWE nas marcas Raw e SmackDown, enquanto os enredos foram produzidos nos programas semanais de televisão da WWE, Monday Night Raw e Friday Night SmackDown.
Após conquistar o Mega Campeonato da AAA na Triplemanía Regia III, El Hijo del Vikingo apareceu no evento Alianzas em 25 de julho, dirigindo-se ao público até que Dragon Lee e El Grande Americano apareceram lançando insultos, até que tanto Lee quanto Vikingo expulsaram Americano do ringue. No entanto, de repente, uma figura mascarada atacou ambos por trás, sendo revelado como Dominik Mysterio, que então limpou o ringue e fez uma promo em espanhol antes de sair com o título. Uma luta four-way foi então anunciada pela AAA.
No dia 6 de agosto, em um vídeo divulgado pelos canais oficiais da WWE nas redes sociais, o grupo The Judgment Day (Finn Bálor, JD McDonagh e Raquel Rodriguez) lançou um desafio a Mr. Iguana, Niño Hamburguesa e Lola Vice, do NXT, para uma luta de trios mistos na Triplemanía XXXIII. A luta foi posteriormente oficializada pela WWE.

## Resultados
| Nº                                          | Resultados | Estipulações                                            | Tempo |
| ------------------------------------------- | --- | ------------------------------------------------------- | ----- |
| 1                                           | Omos venceu ao eliminar por último La Parka                                                                                         | Copa Bardahl                                            | 26:30 |
| 2                                           | El Hijo de Dr. Wagner Jr. derrotou El Mesías (c) (com Dorian Roldán)                                                                | Luta individual pelo Campeonato Latino-Americano da AAA | 10:18 |
| 3                                           | The Judgment Day (Finn Bálor, JD McDonagh e Raquel Rodriguez) (com Roxanne Perez) derrotou Mr. Iguana, Niño Hamburguesa e Lola Vice | Luta de trios mistos                                    | 11:51 |
| 4                                           | Pagano e Psycho Clown derrotaram Los Garza (Berto e Angel) (c)                                                                      | Street Fight pelo Campeonato Mundial de Duplas da AAA   | 12:54 |
| 5                                           | Flammer (c) derrotou Faby Apache e Natalya                                                                                          | Luta three-way pelo Campeonato Reina de Reinas da AAA   | 10:45 |
| 6                                           | El Hijo del Vikingo (c) derrotou Dominik Mysterio, Dragon Lee e El Grande Americano                                                 | Luta four-way pelo Mega Campeonato da AAA               | 15:05 |
| (c) – Refere-se aos campeões antes da luta. | |                                                         |       |

### Entradas e eliminações da CopaBardahl
– AAA
     – Raw
     – Vencedor
| Número | Entrada             | Eliminado por              | Ordem | Eliminações |
| ------ | ------------------- | -------------------------- | ----- | ----------- |
| 1      | La Parka            | Omos                       | 13    | 1           |
| 2      | Laredo Kid          | Aero Star                  | 1     | 0           |
| 3      | Joaquin Wilde       | Mecha Wolf                 | 2     | 0           |
| 4      | Abismo Negro Jr.    | Omos                       | 7     | 0           |
| 5      | Taurus              | Otis e Pimpinela Escarlata | 4     | 0           |
| 6      | Aero Star           | Otis                       | 3     | 1           |
| 7      | Mecha Wolf          | La Parka                   | 11    | 2           |
| 8      | Cruz Del Toro       | Omos                       | 8     | 0           |
| 9      | Otis                | Microman                   | 9     | 4           |
| 10     | Pimpinela Escarlata | Mecha Wolf e Otis          | 5     | 1           |
| 11     | Cibernético         | Microman e Otis            | 6     | 0           |
| 12     | Microman            | Omos                       | 10    | 2           |
| 13     | Omos                | Vencedor                   | —     | 5           |
| 14     | Octagón Jr.         | Omos                       | 12    | 0           |